# Hushållspapper

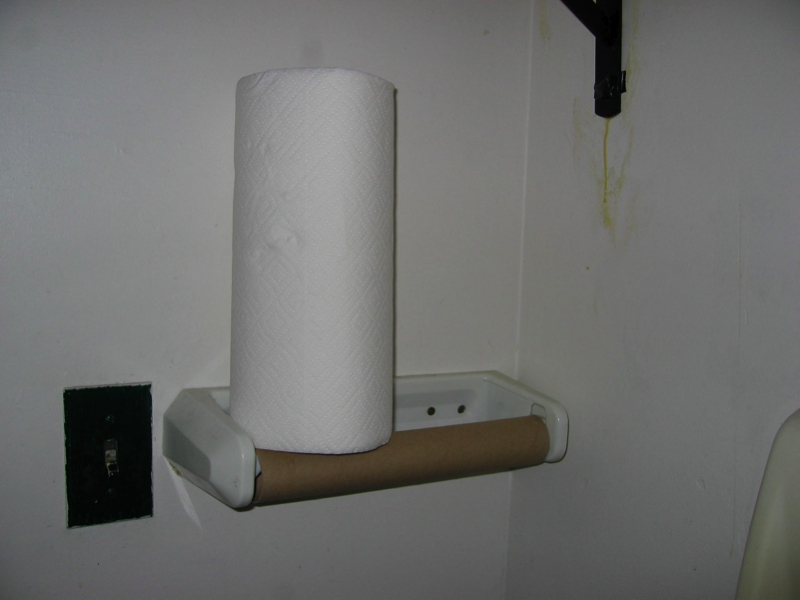
Hushållspappersrulle som inte sitter i hållaren.

Hushållspapper, även kallat kökspapper, är en typ av mjukpapper som finns på rullar, oftast med perforeringar för ark i 20-30 centimeters storlek. Även operforerat hushållspapper förekommer i handeln. 
Hushållspapper kommer många gånger till användning i sammanhang där en fuktad trasa kan göra samma tjänst. Hushållspapper används för att torka upp spill vid matlagningen eller vid matbordet och kan ibland ersätta servetten eller näsduken. Vitt, blekt eller oblekt hushållspapper är vanligt, men det finns även många papper med olika mönstertryck. Papperet kan vara helt slätt eller ha en präglad struktur som ska förbättra papperets uppsugningsförmåga.
På resor och i andra sammanhang där tillgången till tvättmöjligheter inte är lika god som till vardags löser hushållspapperet många rengöringsproblem.
Hushållspapper ska inte spolas ned i toaletten. Eftersom det löser upp sig sämre i vatten än toalettpapper kan det orsaka stopp i rören.

## Miljö
Det är en engångsprodukt vars miljöpåverkan man måste ta ställning till. Hushållspapper ska därför slängas bland hushållssoporna/brännbart. Åtminstone mindre mängder oblekt/ofärgat hushållspapper kan komposteras. Papprullen källsorteras som pappersförpackningar.